# Кобі Браянт
Ко́бі Бін Бра́янт (англ. Kobe Bean Bryant; 23 серпня 1978 — 26 січня 2020) — американський професійний баскетболіст, який виступав у Національній баскетбольній асоціації протягом двадцяти сезонів за одну команду, «Лос-Анджелес Лейкерс». Грав на позиції атакувального захисника.
Був обраний в першому раунді під загальним 13-м номером на драфті НБА 1996 року командою «Шарлотт Горнетс». Відразу після закінчення школи почав кар'єру в НБА. За цей час виграв п'ять чемпіонських титулів, 18 разів брав участь у Матчі всіх зірок, 15 разів включався до збірної всіх зірок і 12 разів — до збірної захисту всіх зірок. У складі національної збірної США двічі вигравав золото Олімпійських ігор, а також ставав переможцем чемпіонату Америки з баскетболу. Його чотири нагороди найціннішого гравця Матчу всіх зірок є найбільшою кількістю в історії НБА. На літніх Олімпійських іграх 2008 і 2012 років він виграв золоті медалі у складі збірної США.
14 квітня 2016 року закінчив кар'єру в НБА, набравши у своєму останньому матчі з «Ютою» 60 очок. У 2018 році отримав премію «Оскар» за кращий анімаційний короткометражний фільм «Дорогий баскетбол». У віці 34 років і 104 днів Браянт став наймолодшим гравцем в історії ліги, який набрав 30 000 кар'єрних очок. 1 лютого 2010 року він став кращим снайпером за всю історію франшизи Лейкерс, перевершивши Джеррі Веста.
Посмертно включений до Зали слави баскетболу імені Джеймса Нейсміта.

## Біографія
Народився 23 серпня 1978 року в місті Філадельфія, штат Пенсільванія, США, в сім'ї колишнього баскетболіста Джо Браянта.

### Особисте життя
18 квітня 2001 одружився з 19-річною танцівницею мексиканського походження Ванессі Лейн (англ. Vanessa Laine, з нар. Ванесса Корнехо Убріта). Батьки Браянта, його сестри, які були проти весілля та партнери по команді на церемонії не були присутні. Донька Наталія Даймант Браянт (англ. Natalia Diamante) народилася 19 січня 2003 року. Навесні 2005 року у Ванесси трапився викидень внаслідок позаматкової вагітності. Друга донька Джанна Марія-Оноре Браянт (англ. Gianna Maria — Onore) народилася 1 травня 2006 року, загинула разом з батьком 26 січня 2020 року у віці 14 років. Третя донька Б'янка Белла Браянт (англ. Bianka Bella) народилася 5 грудня 2016 року. Четверта — Капрі Кобі Браянт (Capri Kobe) народилася 20 червня 2019 року.
У 2003 році підозрювався в зґвалтуванні 19-річної працівниці готелю Кателін Фабер, однак вона відмовилася свідчити проти нього, після чого скандал був врегульований без судового втручання.
Вболівав за футбольний клуб «Мілан». Вільно володів італійською, оскільки з 6 до 13 років жив в Італії.

### Смерть
Загинув в авіакатастрофі 26 січня 2020 року. Власний гелікоптер баскетболіста Sikorsky S-76 розбився через 30 хвилин після початку польоту. На борту гелікоптера, в якому розбився баскетболіст Кобі Браянт, було ще 8 осіб, в тому числі його 13-річна донька Джанна Марія-Оноре Браянт . На домашній арені «Лос Анджелес Лейкерс» було встановлено меморіал для вшанування пам'яті.

### Розслідування
Точні причини аварії були невідомі, позаяк гвинтокрил не був обладнаний «чорними скриньками». Федеральне авіаційне управління США, Національна рада з безпеки на транспорті і ФБР почали розслідування трагедії. 28 січня особистість Кобі Браянта була підтверджена за допомогою відбитків пальців. Наступного дня Департамент судово-медичного експерта-коронера округу Лос-Анджелес заявив, що офіційною причиною смерті Кобі Браянта й інших учасників інциденту стала тупа травма, тобто померли вони ще до вибуху гелікоптера. У лютому 2021 року, через рік після катастрофи, Національна рада з безпеки на транспорті опублікував дані про розслідування. Причиною катастрофи гвинтокрила стало те, що пілот Ара Забоян порушив державні стандарти польотів і пролетів крізь хмари, що є грубим порушенням правил візуального польоту. Підсумком цього стала просторова дезорієнтація пілота, припускається, що це сталося задовго до зіткнення з землею тобто він дезорієнтувався в хмарах та внаслідок цього втратив керування гелікоптером, як допускають ЗМІ його дочка хотіла пролетіти крізь хмари.

## Кар'єра в НБА
Браянт був обраний на драфті 1996 під 13 номером клубом «Шарлот Горнетс». 1 липня 1996 Браянта було обміняно у «Лейкерс». Оскільки на той час йому ще не виповнилось 18 років, то рішення про підписання контракту повинно було бути узгодженим з батьками.
У дебютному сезоні Браянт був гравцем запасу; він лише 6 раз виходив у стартовому складі, і проводив за гру в середньому близько 15 хвилин на майданчику. Кобі став наймолодшим гравцем, який брав участь в іграх НБА, а також наймолодшим гравцем, який виходив у стартовій п'ятірці.
У наступному сезоні Браянт одержав можливість проводити більше часу на майданчику, це позитивно вплинуло на його статистичні показники. За результатами сезону Браянт був обраний на матч всіх зірок НБА. Кобі став наймолодшим гравцем в історії, котрий потрапив у стартову п'ятірку матчу всіх зірок.
У сезонах 1999—2003 «Лейкерс», завдяки зв'язці «О'Ніл-Браянт», тричі поспіль ставали чемпіонами. За результатами сезону 1999-00, «Лейкерс» здобули 67 перемог у регулярній першості, О'Ніл був визнаний найціннішим гравцем року, Браянт був обраний у команду захисників НБА.
У 2003 Браянт став наймолодшим гравцем, котрий тричі здобував чемпіонство.
22 січня 2006 Браянт набрав 81 очко за гру, цей результат є другим в історії НБА (рекорд належить Вілту Чемберлену — 100 очок за гру).
23 грудня 2007 Браянт став наймолодшим гравцем в історії НБА, котрий набрав 20000 очок за кар'єру. На той момент йому було 29 років і 122 дні. За підсумками сезону 2007-08 Браянт був названий найціннішим гравцем року, а «Лейкерс» вийшли у фінал плей-оф, де поступились «Бостон Селтікс».
У наступних двох сезонах «Лейкерс» двічі виграли плей-оф. У обох випадках Браянта визнали найціннішим гравцем фінальної серії.

### Статистика кар'єри вНБА

#### Регулярний сезон

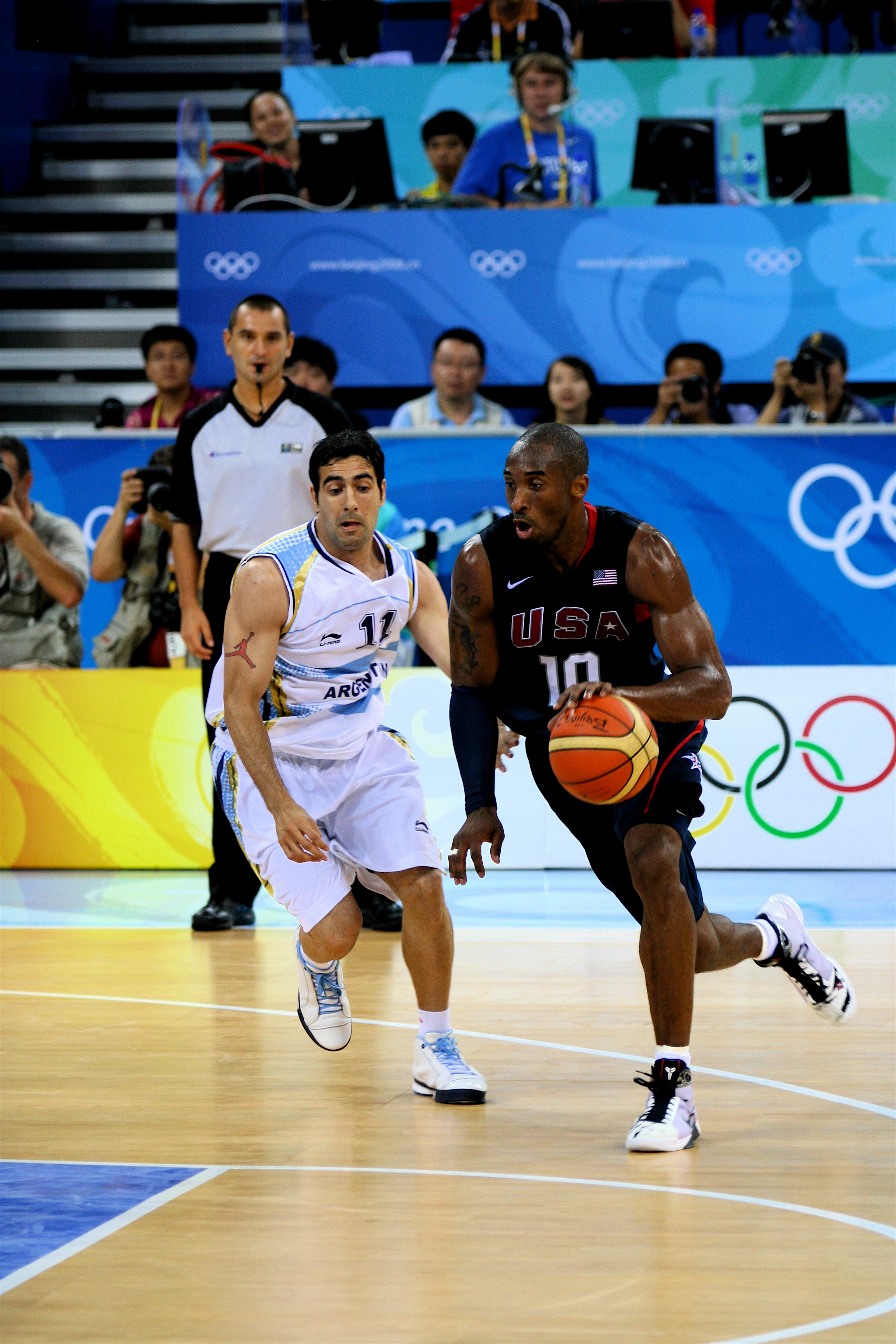
Браянт на Олімпійських іграх в Пекіні,2008.

| Сезон            | Команда              | GP    | GS    | MPG  | FG%  | 3P%  | FT%  | RPG | APG | SPG | BPG | PPG  |
| ---------------- | -------------------- | ----- | ----- | ---- | ---- | ---- | ---- | --- | --- | --- | --- | ---- |
| 1996–97          | Лос-Анджелес Лейкерс | 71    | 6     | 15.5 | .417 | .375 | .819 | 1.9 | 1.3 | .7  | .3  | 7.6  |
| 1997–98          | Лос-Анджелес Лейкерс | 79    | 1     | 26.0 | .428 | .341 | .794 | 3.1 | 2.5 | .9  | .5  | 15.4 |
| 1998–99          | Лос-Анджелес Лейкерс | 50    | 50    | 37.9 | .465 | .267 | .839 | 5.3 | 3.8 | 1.4 | 1.0 | 19.9 |
| 1999–00†         | Лос-Анджелес Лейкерс | 66    | 62    | 38.2 | .468 | .319 | .821 | 6.3 | 4.9 | 1.6 | .9  | 22.5 |
| 2000–01†         | Лос-Анджелес Лейкерс | 68    | 68    | 40.9 | .464 | .305 | .853 | 5.9 | 5.0 | 1.7 | .6  | 28.5 |
| 2001–02†         | Лос-Анджелес Лейкерс | 80    | 80    | 38.3 | .469 | .250 | .829 | 5.5 | 5.5 | 1.5 | .4  | 25.2 |
| 2002–03          | Лос-Анджелес Лейкерс | 82    | 82    | 41.5 | .451 | .383 | .843 | 6.9 | 5.9 | 2.2 | .8  | 30.0 |
| 2003–04          | Лос-Анджелес Лейкерс | 65    | 64    | 37.6 | .438 | .327 | .852 | 5.5 | 5.1 | 1.7 | .4  | 24.0 |
| 2004–05          | Лос-Анджелес Лейкерс | 66    | 66    | 40.7 | .433 | .339 | .816 | 5.9 | 6.0 | 1.3 | .8  | 27.6 |
| 2005–06          | Лос-Анджелес Лейкерс | 80    | 80    | 41.0 | .450 | .347 | .850 | 5.3 | 4.5 | 1.8 | .4  | 35.4 |
| 2006–07          | Лос-Анджелес Лейкерс | 77    | 77    | 40.8 | .463 | .344 | .868 | 5.7 | 5.4 | 1.4 | .5  | 31.6 |
| 2007–08          | Лос-Анджелес Лейкерс | 82    | 82    | 38.9 | .459 | .361 | .840 | 6.3 | 5.4 | 1.8 | .5  | 28.3 |
| 2008–09†         | Лос-Анджелес Лейкерс | 82    | 82    | 36.1 | .467 | .351 | .856 | 5.2 | 4.9 | 1.5 | .5  | 26.8 |
| 2009–10†         | Лос-Анджелес Лейкерс | 73    | 73    | 38.8 | .456 | .329 | .811 | 5.4 | 5.0 | 1.5 | .3  | 27.0 |
| 2010–11          | Лос-Анджелес Лейкерс | 82    | 82    | 33.9 | .451 | .323 | .828 | 5.1 | 4.7 | 1.2 | .1  | 25.3 |
| 2011–12          | Лос-Анджелес Лейкерс | 58    | 58    | 38.5 | .430 | .303 | .845 | 5.4 | 4.6 | 1.2 | .3  | 27.9 |
| 2012–13          | Лос-Анджелес Лейкерс | 78    | 78    | 38.6 | .463 | .324 | .839 | 5.6 | 6.0 | 1.4 | .3  | 27.3 |
| 2013–14          | Лос-Анджелес Лейкерс | 6     | 6     | 29.5 | .425 | .188 | .857 | 4.3 | 6.3 | 1.2 | .2  | 13.8 |
| 2014–15          | Лос-Анджелес Лейкерс | 35    | 35    | 34.5 | .373 | .293 | .813 | 5.7 | 5.6 | 1.3 | .2  | 22.3 |
| 2015–16          | Лос-Анджелес Лейкерс | 66    | 66    | 28.2 | .358 | .285 | .826 | 3.7 | 2.8 | .9  | .2  | 17.6 |
| Кар'єра          | Кар'єра              | 1,346 | 1,198 | 36.1 | .447 | .329 | .837 | 5.2 | 4.7 | 1.4 | .5  | 25.0 |
| Матчі всіх зірок | Матчі всіх зірок     | 15    | 15    | 27.6 | .500 | .324 | .789 | 5.0 | 4.7 | 2.5 | .4  | 19.3 |

#### Плей-оф
| Сезон   | Команда              | GP  | GS  | MPG  | FG%  | 3P%  | FT%  | RPG | APG | SPG | BPG | PPG  |
| ------- | -------------------- | --- | --- | ---- | ---- | ---- | ---- | --- | --- | --- | --- | ---- |
| 1997    | Лос-Анджелес Лейкерс | 9   | 0   | 14.8 | .382 | .261 | .867 | 1.2 | 1.2 | .3  | .2  | 8.2  |
| 1998    | Лос-Анджелес Лейкерс | 11  | 0   | 20.0 | .408 | .214 | .689 | 1.9 | 1.5 | .3  | .7  | 8.7  |
| 1999    | Лос-Анджелес Лейкерс | 8   | 8   | 39.4 | .430 | .348 | .800 | 6.9 | 4.6 | 1.9 | 1.3 | 19.8 |
| 2000†   | Лос-Анджелес Лейкерс | 22  | 22  | 39.0 | .442 | .344 | .754 | 4.5 | 4.4 | 1.5 | 1.5 | 21.1 |
| 2001†   | Лос-Анджелес Лейкерс | 16  | 16  | 43.4 | .469 | .324 | .821 | 7.3 | 6.1 | 1.6 | .8  | 29.4 |
| 2002†   | Лос-Анджелес Лейкерс | 19  | 19  | 43.8 | .434 | .379 | .759 | 5.8 | 4.6 | 1.4 | .9  | 26.6 |
| 2003    | Лос-Анджелес Лейкерс | 12  | 12  | 44.3 | .432 | .403 | .827 | 5.1 | 5.2 | 1.2 | .1  | 32.1 |
| 2004    | Лос-Анджелес Лейкерс | 22  | 22  | 44.2 | .413 | .247 | .813 | 4.7 | 5.5 | 1.9 | .3  | 24.5 |
| 2006    | Лос-Анджелес Лейкерс | 7   | 7   | 44.9 | .497 | .400 | .771 | 6.3 | 5.1 | 1.1 | .4  | 27.9 |
| 2007    | Лос-Анджелес Лейкерс | 5   | 5   | 43.0 | .462 | .357 | .919 | 5.2 | 4.4 | 1.0 | .4  | 32.8 |
| 2008    | Лос-Анджелес Лейкерс | 21  | 21  | 41.1 | .479 | .302 | .809 | 5.7 | 5.6 | 1.7 | .4  | 30.1 |
| 2009†   | Лос-Анджелес Лейкерс | 23  | 23  | 40.8 | .457 | .349 | .883 | 5.3 | 5.5 | 1.7 | .9  | 30.2 |
| 2010†   | Лос-Анджелес Лейкерс | 23  | 23  | 40.1 | .458 | .374 | .842 | 6.0 | 5.5 | 1.3 | .7  | 29.2 |
| 2011    | Лос-Анджелес Лейкерс | 10  | 10  | 35.4 | .446 | .293 | .820 | 3.4 | 3.3 | 1.6 | .3  | 22.8 |
| 2012    | Лос-Анджелес Лейкерс | 12  | 12  | 39.7 | .439 | .283 | .832 | 4.8 | 4.3 | 1.3 | .2  | 30.0 |
| Кар'єра | Кар'єра              | 220 | 200 | 39.3 | .448 | .331 | .816 | 5.1 | 4.7 | 1.4 | .6  | 25.6 |